# بريان كابلان
بريان كابلان (بالإنجليزية: Bryan Caplan)‏ هو اقتصادي أمريكي، ولد في 8 أبريل 1971 في Northridge, Los Angeles ‏ في الولايات المتحدة.

## وصلات خارجية
- الموقع الرسمي